# باتريك بيرك (لاعب كرة قدم كندية)
باتريك بيرك هو لاعب كرة قدم كندية كندي، ولد في 6 نوفمبر 1968 في تورونتو في كندا.